# Khúc côn cầu trên cỏ tại Đại hội Thể thao Đông Nam Á 2023 – Giải đấu Nữ
Giải đấu Nữ nội dung Khúc côn cầu trên cỏ tại Đại hội Thể thao Đông Nam Á 2023 diễn ra từ ngày 9 đến 16 tháng 5 năm 2023 tại Sân vận động Quốc gia Morodok Techo, Phnôm Pênh, Campuchia. Có tổng cộng 5 đội tham gia giải đấu.

## Đội hình thi đấu
| Campuchia (CAM) | Indonesia (INA) | Malaysia (MAS) |
| --- | --- | --- |
| - Huấn luyện viên trưởng: Chheoung Sovanphearom - Misan Phor - Ry Heng - Raksa Sin - Saroeu Vun - Tayyaba Rani - Mam Ta - Monika Lun - Chakriya Eng - Kanwel Nagris - Sreysros Eng - Mengyean Thai - Rabia Noor - Koeurm Prom - Sorphorn Seng - Laiba Parveen - Nida Majeed - Chansovatey Duch - Koemyean Dy                    | - Huấn luyện viên trưởng: Krishnamurthy Gobinathan - Greschela - Widiyana Saruli - Dwi Aulia Rahma - Adriana Asa - Lispa - Yuanita Suwito - Since Novita - Nur Anisa - Melinda - Nisa Indira - Sismya Winarsih - Annur El Islamy - Adna Fika - Salma Maulani - Selly Florentina - Paulina Ronsumbre - Dian Wildiani - Ruth Bransik                                                           | - Huấn luyện viên trưởng: Mohamed Nasihin Nubil Ibrahim - Siti Zalia Nasir - Nuraini Abdul Rashid - Nur Insyirah Effarizal - Dayang Nuramirah Abang - Azhari Azmyra - Juliani Mohamad Din - Siti Nur Arfah Mohd Nor - Nur Afiqah Syahzani Azhar - Mashitah Ab Khalid - Nurul Faezah Khalim - Wan Norfaiezah Md Saiuti - Fatin Shafikah Mahd Sukri - Nur Syuhada Suhaimi - Nurul Fatin Fatiah Azman - Khairunnisa Ayuni Mohd - Nuramirah Zulkifli - Nurmaizatul Hanim Syafi - Kirandeep Kaur Gurdip |
| Singapore (SGP) | Thái Lan (THA) | |
| - Huấn luyện viên trưởng: David Viner - Tong Liu Yu - Patricia Collera - Jolene Ng - Puay Ho - Sofia Saban Nurul - Johana Hajaratih - Toh Li Min - Shubhaa Manimaran - Laura Tan - Cheryll Chia - Felissa Lai - Phylicia Tanandika - Sardonna Ng - Megan Francis - Valerie Koh - Amani Sherie - Valerie Sim - Nithira Manimaran | - Huấn luyện viên trưởng: Wook Bae Young - Kawintida Wisuttiprapa - Chanthakan Phanchanang - Jenjira Kijpakdee - Suwapat Konthong - Sirikwan Wongkeaw - Parichart Phopool - Kunjira Inpa - Kornkanok Sanpoung - Onuma Doungsuda - Natthakarn Aunjai - Supansa Samanso - Atittaya Sumphowthong - Songkran Pasawat - Anongnat Piresram - Siraya Yimkrajang - Watsana Saetan - Kessarin Kamphol | |

## Kết quả

### Vòng bảng
| VT | Đội           | ST | T | H | B | BT | BB | HS  | Đ  | Giành quyền tham dự                 |
| -- | ------------- | -- | - | - | - | -- | -- | --- | -- | ----------------------------------- |
| 1  | Malaysia      | 4  | 4 | 0 | 0 | 21 | 2  | +19 | 12 | Tiến tới Trận tranh huy chương Vàng |
| 2  | Thái Lan      | 4  | 2 | 0 | 2 | 9  | 6  | +3  | 6  | Tiến tới Trận tranh huy chương Vàng |
| 3  | Singapore     | 4  | 1 | 2 | 1 | 6  | 8  | −2  | 5  | Tranh huy chương Đồng               |
| 4  | Indonesia     | 4  | 0 | 2 | 2 | 3  | 12 | −9  | 2  | Tranh huy chương Đồng               |
| 5  | Campuchia (H) | 4  | 0 | 2 | 2 | 4  | 15 | −11 | 2  |                                     |

| 9 tháng 5 năm 2023 09:30 |

| Singapore                             | 2–2     | Indonesia                        |
| ------------------------------------- | ------- | -------------------------------- |
| Toh Li Min 46' · Johana Hajaratih 49' | Báo cáo | Anisa Nur 44' · Since Novita 55' |

| Trọng tài: Dahiya Deepa (Ấn Độ) Shahiela Johari (Malaysia) |

| 9 tháng 5 năm 2023 17:15 |

| Thái Lan                                                                                       | 5–1     | Campuchia       |
| ---------------------------------------------------------------------------------------------- | ------- | --------------- |
| Samanso Supansa 1', 41' · Sanpoung Kornkanok 4' · Piresram Anongnat 27' · Noo-Keaw Sudarat 43' | Báo cáo | Eng Chakriya 4' |

| Trọng tài: Binish Hayat (Pakistan) Tan Cookie (Singapore) |

| 10 tháng 5 năm 2023 17:15 |

| Malaysia | 8–1     | Campuchia            |
| --- | ------- | -------------------- |
| Azhar Nur 8' · Mohd Siti 10', 19' · Rashid Nuraini 12', 28' · Zulkifli Nuramirah 27' · Sukri Fatin 35' · Syafi Nurmaizatul 48' | Báo cáo | Duch Chansovatey 13' |

| Trọng tài: Binish Hayat (Pakistan) Mitra Syumanja (Indonesia) |

| 11 tháng 5 năm 2023 15:00 |

| Thái Lan                                                                 | 4–1     | Indonesia         |
| ------------------------------------------------------------------------ | ------- | ----------------- |
| Noo-Keaw Sudarat 3' · Piresram Anongnat 14', 29' · Aunjai Natthakarn 27' | Báo cáo | Maulani Salma 57' |

| Trọng tài: Phea Phut (Campuchia) Nur Hidayah Suhaimi (Malaysia) |

| 12 tháng 5 năm 2023 09:30 |

| Singapore     | 1–4     | Malaysia                                                                  |
| ------------- | ------- | ------------------------------------------------------------------------- |
| Ng Jolene 16' | Báo cáo | Saiuti Norfaiezah 8' · Zulkifli Nuramirah 33', 48' · Mohd Khairunnisa 36' |

| Trọng tài: Ornpimol Kittiteerasopon (Thái Lan) Binish Hayat (Pakistan) |

| 12 tháng 5 năm 2023 16:00 |

| Indonesia | 0–0     | Campuchia |
| --------- | ------- | --------- |
|           | Báo cáo |           |

| Trọng tài: Tan Cookie (Singapore) Dahiya Deepa (Ấn Độ) |

| 13 tháng 5 năm 2023 10:00 |

| Thái Lan | 0–3     | Malaysia                                                    |
| -------- | ------- | ----------------------------------------------------------- |
|          | Báo cáo | Mohd Khairunnisa 22' · Sukri Fatin 25' · Rashid Nuraini 28' |

| Trọng tài: Binish Hayat (Pakistan) Mitra Syumanja (Indonesia) |

| 13 tháng 5 năm 2023 16:00 |

| Campuchia                 | 2–2     | Singapore                             |
| ------------------------- | ------- | ------------------------------------- |
| Eng Chakriya · Mam Ta 54' | Báo cáo | Johana Hajaratih 45' · Toh Li Min 47' |

| Trọng tài: Shahiela Johari (Malaysia) Nur Hidayah Suhaimi (Malaysia) |

| 15 tháng 5 năm 2023 14:00 |

| Malaysia                                                                                      | 6–0 | Indonesia |
| --------------------------------------------------------------------------------------------- | --- | --------- |
| Syafi Nurmaizatul 1' · Zulkifli Nuramirah 8', 49' · Mohd Khairunnisa 35', 54' · Azhar Nur 54' |     |           |

| Trọng tài: Tan Cookie (Singapore) Ornpimol Kittiteerasopon (Thái Lan) |

| 15 tháng 5 năm 2023 16:00 |

| Singapore       | 1–0     | Thái Lan |
| --------------- | ------- | -------- |
| Sim Valerie 39' | Báo cáo |          |

| Trọng tài: Dahiya Deepa (Ấn Độ) Nur Hidayah Suhaimi (Malaysia) |

### Tranh huy chương vàng
| 16 tháng 5 năm 2023 16:00 |

| Malaysia                                                                  | 4–1     | Thái Lan             |
| ------------------------------------------------------------------------- | ------- | -------------------- |
| Mohd Siti 5' · Rashid Nuraini 17' · Syafi Nurmaizatul 28' · Azhar Nur 40' | Báo cáo | Aunjai Natthakarn 3' |

| Trọng tài: Dahiya Deepa (Ấn Độ) Binish Hayat (Pakistan) |

## Bảng xếp hạng cuối cùng
| Thứ hạng | Đội tuyển |
| -------- | --------- |
| 1        | Malaysia  |
| 2        | Thái Lan  |
| 3        | Singapore |
| 3        | Indonesia |
| 5        | Campuchia |